# Heilig Kreuz (Lieler)

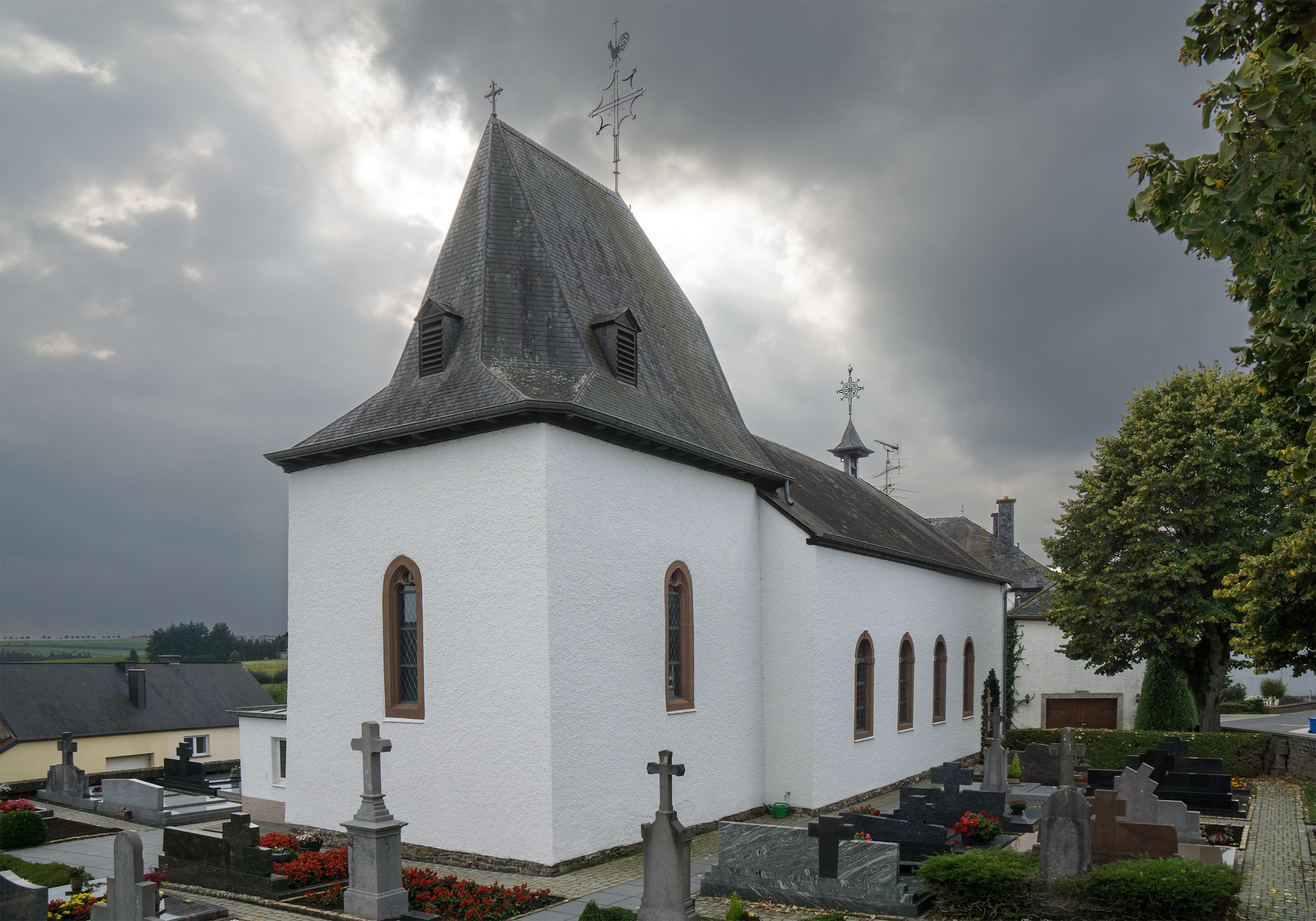
Die Kirche in Lieler

Die Kirche Heilig Kreuz (Sainte-Croix, auch: Exaltation-de-la-Sainte-Croix)  ist eine römisch-katholische Kirche in Lieler, einem Ortsteil von Clerf in Luxemburg. Die Kirche ist eingetragen als luxemburgisches Monument national.

## Geschichte
Lieler wurde im 12. Jahrhundert im Zusammenhang mit der Reichsabtei Echternach erwähnt und war bis zur Errichtung einer eigenen Pfarrei im Jahr 1807 Filiale von Weiswampach.
Das Äußere der Kirche wird durch den wuchtigen Chorturm aus dem 14. Jahrhundert dominiert. Das schlichte Langhaus wurde im Jahr 1850 errichtet und ersetzte einen nach 80 Jahren bereits baufälligen Neubau von 1770. Im mittelalterlichen Chorraum haben sich Fresken aus dem 15. und 16. Jahrhundert erhalten, die die Evangelistensymbole, die Apostel und das Jüngste Gericht darstellen.
Durch Restaurierungsarbeiten in den Jahren 1953–1954 erhielt die Kirche sein heutiges Aussehen.
Am 31. Juli 1968 wurde die Kirche als Nationaldenkmal eingestuft.